# Otoya Yamaguchi
Otoya Yamaguchi (en japonés: 山口 二矢 Yamaguchi Otoya?; Tokio, 22 de febrero de 1943-Tokio, 2 de noviembre de 1960) fue un joven estudiante japonés, conocido por asesinar con un wakizashi al político socialista Inejirō Asanuma, el 12 de octubre de 1960 en el Hall Hibiya de Tokio, durante un debate político previo a las elecciones parlamentarias.
Menos de tres semanas después, mientras estaba en un centro de detención juvenil, Yamaguchi mezcló un poco de pasta de dientes con agua y escribió en la pared de su celda: «Siete vidas por mi país. ¡Diez mil años por Su Majestad Imperial, el Emperador!», Yamaguchi confeccionó luego una cuerda con trozos de su sábana y la usó para ahorcarse. La oración Siete vidas por mi país fue mencionada en honor a las últimas palabras del samurái Kusunoki Masashige.
El escritor Kenzaburō Ōe, ganador de un Premio Nobel, basó su novela corta Seventeen en Yamaguchi. El fotógrafo Yasushi Nagao tomó la foto del asesinato de Asanuma, quien más tarde ganaría en 1961 el premio Pulitzer y en 1960 la World Press Photo. El incidente fue también captado en cámara, debido a que el debate estaba siendo grabado para ser luego televisado.